# 백색용병대

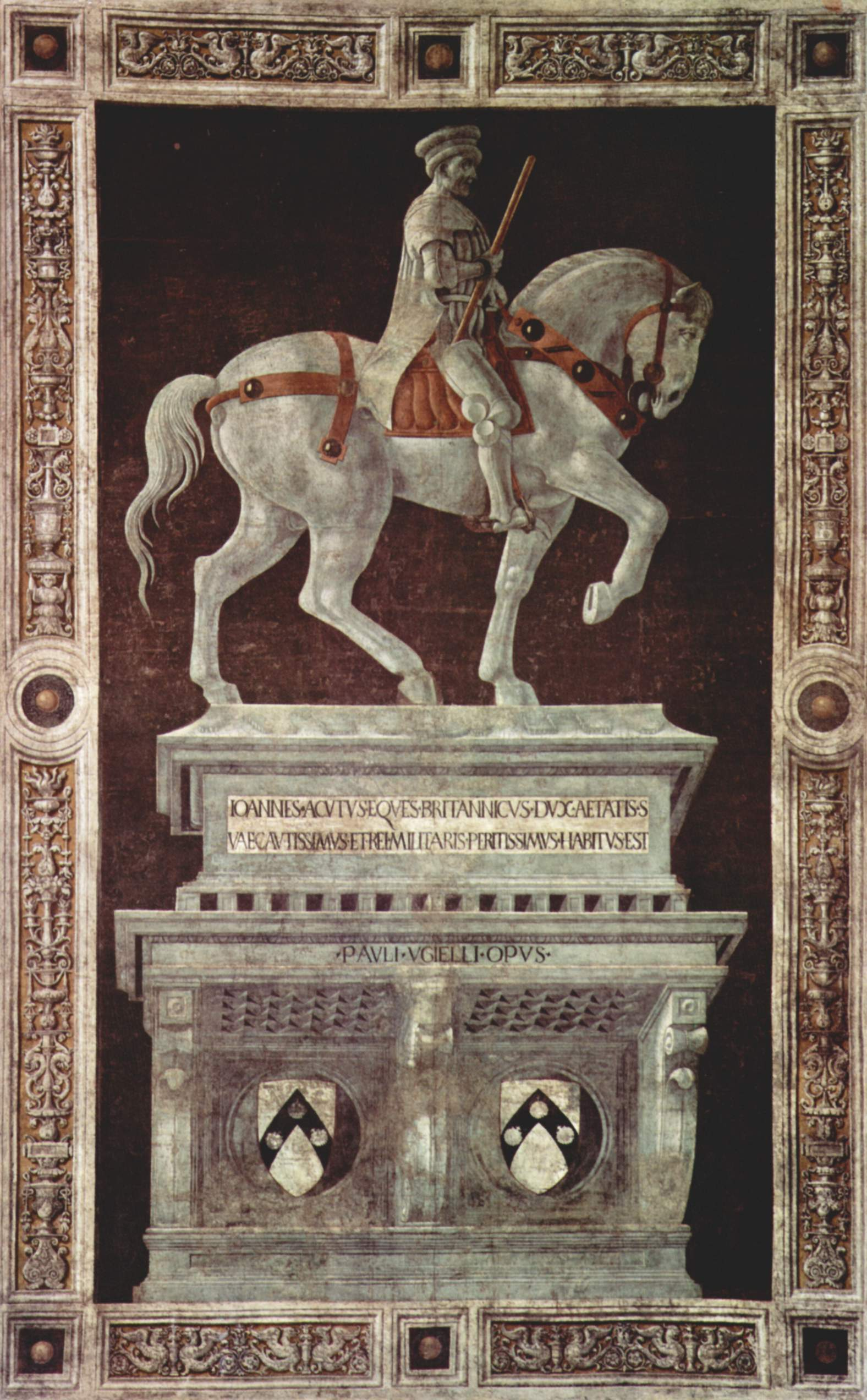
존 호크우드 추념벽화. 1436년 작품.

백색용병대(영어: White Company, 이탈리아어: Compagnia Bianca 꼼빠니아 비앙카[*])는 14세기의 모험용병대로, 이탈리아에서 주로 활동했다. 용병대장은 1363년까지는 독일인 알베르트 슈테르츠, 그 뒤에는 잉글랜드인 존 호크우드였다. 원래 이름은 잉글랜드인과 독일인의 대용병대(Great Company of English and Germans)였고,:46 잉글랜드인 용병대(이탈리아어: Compagnia degli Inglesi, 라틴어: Societas Angliciis)라고도 했다.
백색용병대라는 이름이 어디서 비롯된 것인지 설명하는 사료가 없다.:47 전통적으로는 용병대 소속 무장병들의 갑옷을 윤이 나게 닦아서 그렇다고 했다.:37 윌리엄 카페로(William Caferro)는 흰색 서코트를 입었기 때문에 그랬을 것이라는 설을 제기했다.:47
잉글랜드인 용병대라고 불렸지만, 그 구성 인원들의 출신은 잉글랜드인, 독일인, 이탈리아인, 헝가리인 등 다양했다. 14세기 이탈리아 용병전이 국제적 성격을 띠었던 맥락이 그러하다.:66 대원 수는 해마다 달랐다. 1361년에는 기병 3,500 명에 보병 2,000 명이었고, 가장 적었던 1388년에는 250명에 불과했다.:76-77
용병대의 기병은 세 부류로 구성되었는데, 무장병, 향사, 시동이 그것이다. 이 중 전투병력은 무장병과 향사였다.:88 이 병력들은 여러 개의 파견대들로 나뉘었고, 각 파견대의 대장을 상등병(corporal)이라고 했다. 용병대 전체가 아니라 파견대 단위에서 개별 계약을 맺는 경우가 많았다.:66 그래서 용병대에 일종의 민주적 요소가 있었고, 존 호크우드가 1365년에 용병대장이 된 것도 선거를 통해서였다.:39 보병에는 잉글랜드 장궁수들이 많았다.:75 또한 법무·계약·회계·재정을 맡는 비전투 행정병들도 있었는데, 주로 이탈리아인들이었다. 백색용병대의 회계총무는 윌리엄 손턴(William Thornton)이라는 잉글랜드인이었다.:67
백색용병대가 이탈리아 전쟁에 기여한 부분 중 하나는, 백년전쟁에서 이미 일반화된 하마전투를 소개했다는 것이다.:37 당대 기록들을 보면 무장병들이 하마해서 밀집대형을 짜고, 무장병 두 명이 기병창 한 자루를 함께 들고 천천히 전진하면서 큰 소리로 구호를 질렀다고 한다. 아마 그 후열에서는 장궁수들이 대오를 따랐을 것이다.:48-49:76-77 그렇다고 그들이 승마전투를 완전히 포기했다는 것은 아니다. 카스타그나로 전투에서는 기병돌격을 해서 승리했다.:137-140
백색용병대가 참전한 대형 전투로는 다음과 같은 것들이 있다.
- 1363년 칸투리노 전투
- 1364년 제1차 카스키나 전투
- 1365년 산마리노 전투
- 1369년 제2차 카스키나 전투
- 1373년 몬티치아리 전투
- 1387년 카스타그나로 전투
- 1391년 티차나 전투

그 외에 자잘한 산병전, 공성전, 도시 약탈 등은 매우 많다. 1377년에는 민간인 수천 명이 살해된 케세나 학살에 참여하는 오명을 남겼다.:188-190

## 같이 보기
- 콘도티에로